# Кинофестиваль в Авориазе 1992 года
XX Международный фестиваль фантастического кино в Авориазе (фр. Le 20eme edition du Festival international du film fantastique d'Avoriaz) проходил во французских Альпах (Франция) в январе 1992 года.

## Жюри
- Малкольм Макдауэлл (Malcolm McDowell) — президент

## Лауреаты
- Гран-при: "Побег из кинотеатра «Свобода» (Ucieczka z kina «Wolnosc»), Польша, 1991, режиссёр Войцех Марчевский
- Специальный приз жюри: «Люди под лестницей» (People Under the Stairs), США, 1991, режиссёр Уэс Крэйвен
- Приз критики: «Верно, безумно, глубоко» (Truly, madly, deeply), США, 1991, режиссёр Энтони Мингелла
- Приз зрительских симпатий: «Бомба замедленного действия» (Timebomb) , США, 1991, режиссёр Ави Нэшер
- Приз за исполнение женской роли: Джульет Стивенсон за роль в фильме «Верно, безумно, глубоко» (Truly, madly, deeply)